# أسيستيس (بطل)
أسيستيس (بالإنجليزية: Acestes)‏ في الأساطير الرومانية هو بطل من أصل طروادي، أسس مدينة سيغيستا في صقلية. ساعد إينياس Aeneas عندما وصل الأخير إلى صقلية بعد التيه الذي عانى منه.